# Džamija Jeni
Džamija Jeni Valide (Turski: Yeni Valide Camii) u Istanbulskoj četvrti Üsküdar, izgrađena je od 1708. do 1710. godine za Gülnuş Emetullah Sultan, majku osmanskog sultana Ahmeda III. kao posljednja velika džamija zlatnog doba Osmanskog Carstva.

## Arhitektura
Džamija svojim tlocrtom podsjeća na Rustem Pašinu džamiju u Tahtakaleu, iako je mnogo veća. Dakle, ima tradicionalni tlocrt upisanog kvadrata s jednom velikom plitkom kupolom koju podržavaju četiri polukupole i dva bočna minareta. Na njoj su primijenjeni tradicionalni materijali i konstrukcije, ali i ukrasi. Uz dvorišni zid nalazi se sjajna javna česma, ubožnička česma i škola za dječake. Česma i otvorena grobnica sultanove majke su izvanredno lijepi primjeri turske umjetnosti. 
U džamiji, minber (propovjedaonica), mihrab (oltar) i ograde na galerijama odražavaju tradicionalni stil. No, emajlirane zidne pločice (pocakljene pločice), svojom bojom, motivima i dizajnom, ali is svojom jedinstvenom tehnikom nastanka su originalne. Naslikani kaligrafski ukrasi također predstavljaju izvanredan slikarski stil, a djelo su Hezarfena Mehmet Efendije. 

## Poveznice
- Islamska umjetnost i arhitektura
- Selimija
- Ahmedija

## Vanjske poveznice
- Džamijski kompleksi i kraljevske džamije  Arhivirana inačica izvorne stranice od 17. srpnja 2011. (Wayback Machine) na stranicama Turskog ministarstva kulture i turizma. Posjećeno 25. veljače 2011. (engl.)
- Fotografije Džamije Jeni  Arhivirana inačica izvorne stranice od 4. srpnja 2022. (Wayback Machine) Posjećeno 25. veljače 2011. (tur.)